# Pihala
Pihála so glasbila, ki ustvarjajo zvok tako, da glasbenik pihne zrak v ustnik. S tem zračni steber v notranjosti pihala zaniha. Če je frekvenca nihanja enakomerna, zaslišimo točno določen ton.

## Nastanek zvoka v pihalih in trobilih
Pri pihalih pihamo v ustnik, po katerem zrak potuje po tanki reži do jezička. Tam se curek zraka cepi, tako da izmenično potuje po pihalu in ven, kar ustvarja ton. Preostali del pihala služi le kot resonator, s pritiskanjem na luknjice pa resonančno cev krajšamo ali daljšamo in s tem dobimo različne tone. Že stari Grki so poznali dejstvo, da podaljšanje cevi za faktor dva da za oktavo (to je 6 tonov) nižji ton. To je tudi razvidno iz velikosti instrumentov, saj je na primer bas saksofon veliko večji od alt saksofona. Poleg tega, da moramo v pihala in trobila pihati, je razlika med njimi in strunskimi glasbili tudi v tem, da tu zvok nastane zaradi razlike v tlakih med razredčinami in zgoščinami, ki se pojavijo v ceveh; torej za razliko od vibracij, ki jih izkoriščamo pri strunah (transverzalno valovanje), pri zračnih instrumentih izkoriščamo longitudinalno gibanje zraka.

## Družine pihal

### Piščali
- žvegle
- dvojnice
- okarina
- zurna
- šakuhači (japonsko glasbilo; shakuhachi)
- dude

### Flavte
- flavta (tudi prečna flavta ali velika flavta)
- pikolo (mala flavta)
- kljunasta flavta (blokflavta)
- altovska flavta
- tenorska flavta
- basovska flavta
- velika basovska flavta

### Oboe
- oboa
- angleški rog
- ljubezenska oboa (oboa d'amore)
- lovska oboa (oboa da caccia)
- sarusofon
- hekelfon (Heckelphon)

### Klarineti
- klarinet (s transpozicijo v B ali A)
- mali klarinet
- altovski klarinet
- basovski klarinet
- kontrabasovski klarinet
- basetni rog
- taragav (ali tárogató, madžarski in srbski ljudski instrument)

### Saksofoni
- sopranino saksofon
- sopranski saksofon
- altovski saksofon
- tenorski saksofon
- baritonski saksofon
- basovski saksofon
- kontrabasovski saksofon
- subkontrabasovski saksofon ali tubax

### Fagoti
- fagot
- kontrafagot
- zelenik

### Drugi
- didžeridu

...

## Zasedbe pihal
Pihala najdemo v pihalnih orkestrih in pihalnih godbah ter simfoničnih orkestrih. Sekcijo pihal v simfoničnem orkestru sestavljajo flavte, oboe, klarineti in fagoti. Pihalci po navadi sedijo v dveh vrstah – flavtisti in oboisti v sprednji, klarinetisti in fagotisti pa za njimi.
Saksofon sodi med najpomembnejša jazzovska glasbila. V big bandih poznajo sekcijo petih saksofonov – dveh altovskih, dveh tenorskih in enega baritonskega saksa.
Pihala tvorijo tudi pihalni kvintet, ki je sestavljen iz flavte, oboe, fagota, klarineta in roga.

## Uspešnice za pihala (izbor)
Flavta
- Bachov Brandenburški koncert št. 4
- Mozartova 2 koncerta
- Debussyjeva Sirinks
- Prokofjeva sonata
- Poulenceva sonata
- Boulezova sonatina

Pikolo
- Brittnove Variacije na Purcellovo temo

Klarinet
- Mozartov koncert
- Webrova 2 koncerta
- Brahmsovi 2 sonati
- Stravinskijev Ebony concerto

Oboa
- Handlovih 6 koncertov
- Mozartov koncert
- Straussov koncert
- Brittnovih Šest metamorfoz po Ovidu

Angleški rog
- Sibelusov Labod iz Tuonele (za orkester)
- Hindemithova sonata

Fagot
- Mozartov koncert
- Webrov koncert
- Hindemithova sonata